# NGC 1171
NGC 1171 é uma galáxia espiral (Sc) localizada na direcção da constelação de Perseus. Possui uma declinação de +43° 23' 52" e uma ascensão recta de 3 horas, 03 minutos e 58,9 segundos.
A galáxia NGC 1171 foi descoberta em 4 de Dezembro de 1880 por Édouard Jean-Marie Stephan.